# Igelösa, Kalmar kommun
Igelösa är en by mellan Voxtorp och Ekenäs i Kalmar kommun. Mellan 2015 och 2020 avgränsade SCB här en småort.